# Раммука (Міссо)
Раммука (ест. Rammuka) — село в Естонії, входить до складу волості Міссо, повіту Вирумаа.